# Lijst van beschermd erfgoed in Saint-Nicolas
Onderstaande tabel geeft een overzicht van de beschermde erfgoederen in de gemeente Saint-Nicolas. Het beschermd erfgoed maakt deel uit van het cultureel erfgoed in België.
| Object                                          | Bouwjaar/architect | Deelgemeente | Adres                       | Coördinaten                   | Nummer?                | Afbeelding                                      |
| ----------------------------------------------- | ------------------ | ------------ | --------------------------- | ----------------------------- | ---------------------- | ----------------------------------------------- |
| La Torette                                      |                    | Tilleur      | rue Chiff' d'Or, n°81       | 50° 37' 11" NB, 5° 32' 6" OL  | 62093-CLT-0001-01 Info | La Torette                                      |
| Maison Planchar: gevels en daken                |                    | Montegnée    | rue Winston Churchill, n°53 | 50° 38' 43" NB, 5° 31' 41" OL | 62093-CLT-0002-01 Info | Maison Planchar: gevels en daken                |
| "Maison du Peuple": voorgevel en dakhelling     |                    | Montegnée    |                             | 50° 38' 27" NB, 5° 30' 51" OL | 62093-CLT-0003-01 Info | "Maison du Peuple": voorgevel en dakhelling     |
| Orgel van Sint-Hubertuskerk                     |                    | Tilleur      |                             | 50° 37' 11" NB, 5° 31' 37" OL | 62093-CLT-0004-01 Info |                                                 |
| Oud gemeentehuis van Montegnée: gevels en daken |                    | Montegnée    | rue des Botresses, n°2      | 50° 38' 29" NB, 5° 31' 12" OL | 62093-CLT-0005-01 Info | Oud gemeentehuis van Montegnée: gevels en daken |